# Nowy Barcik
Nowy Barcik (prononciation : [ˈnɔvɨ ˈbart͡ɕik]) est un village polonais de la gmina de Sanniki dans le powiat de Gostynin de la voïvodie de Mazovie dans le centre-est de la Pologne.
Il se situe à environ 7 kilomètres au nord-ouest de Sanniki (siège de la gmina), 25 kilomètres à l'est de Gostynin (siège du powiat) et à 82 kilomètres à l'ouest de Varsovie (capitale de la Pologne).

## Histoire
De 1975 à 1998, le village appartenait administrativement à la voïvodie de Płock.